# Villa Bergfried

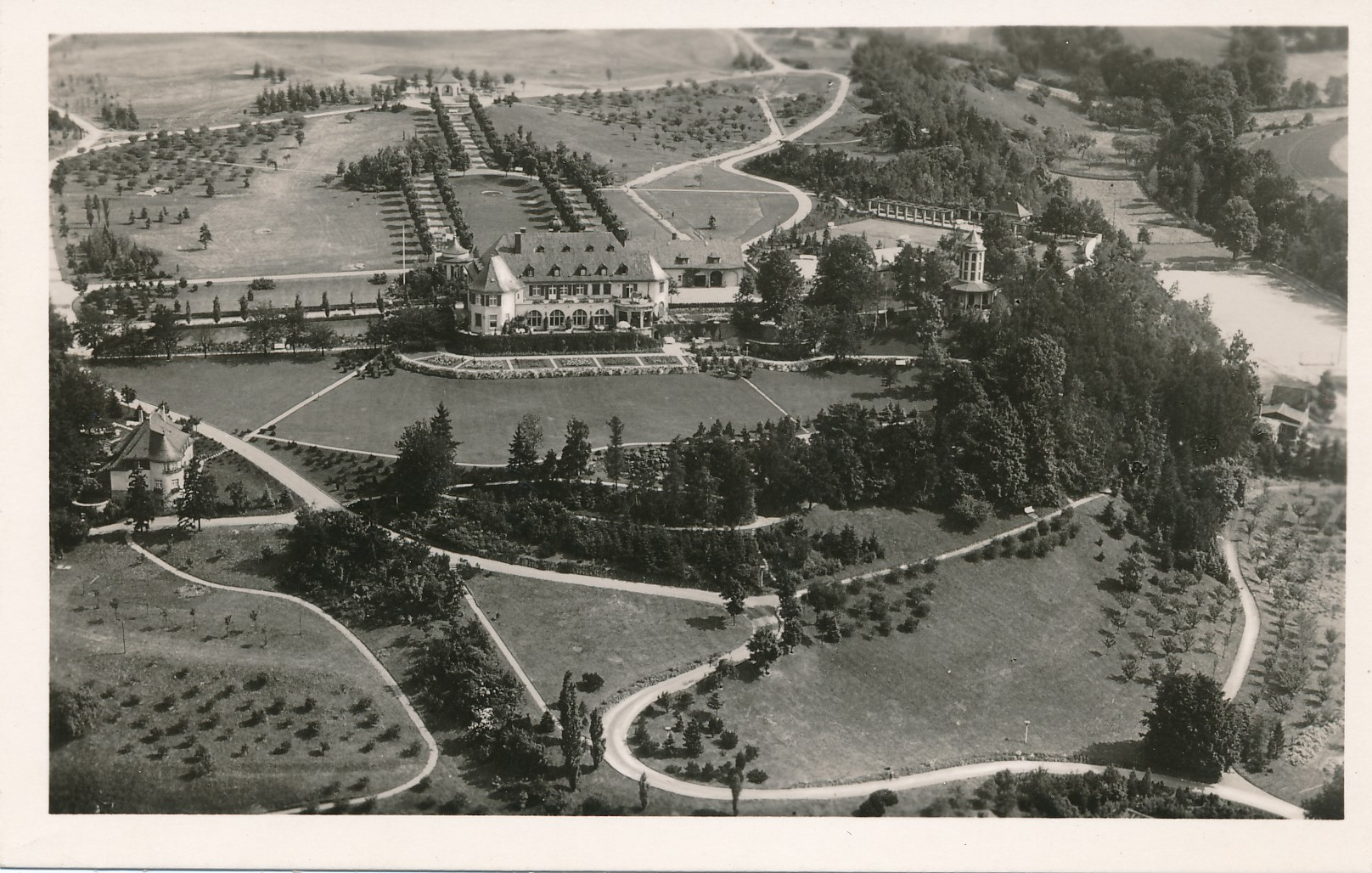
Luchtfoto

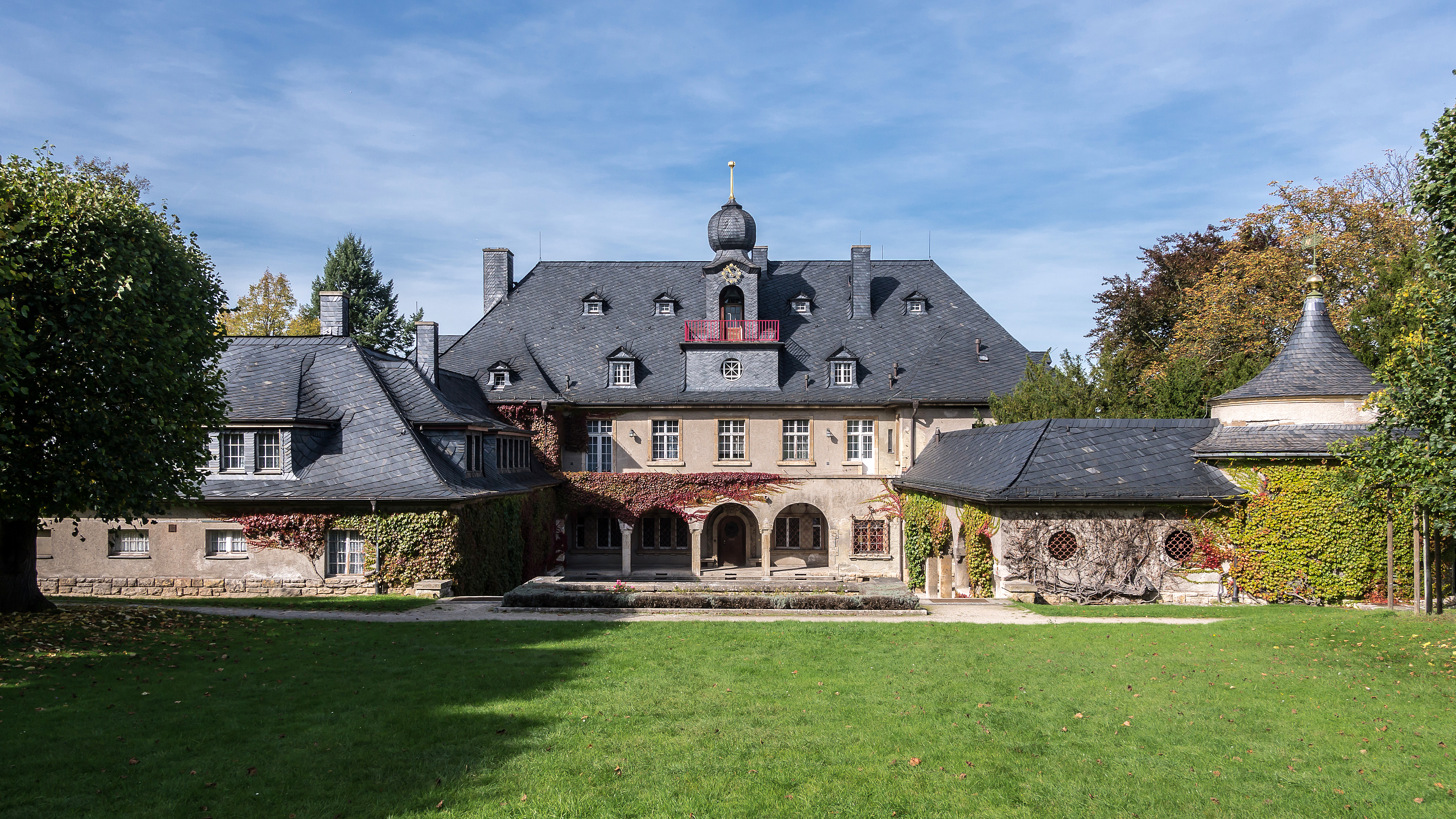
Villa Bergfried

Villa Bergfried is een villa met bijbehorend publiek park in Saalfeld/Saale in de Duitse deelstaat Thüringen. Park en villa liggen op een helling tegen een heuvel in het zuiden van de stad en beslaan inclusief nevengebouwen een oppervlakte van krap 20 hectare. Het complex werd aangelegd tussen 1922 en 1930 in opdracht van de chocoladefabrikant Ernst Hüther.

## Beschrijving
Het gebied werd in 1917 door Ernst Hüther verworven. De villa en de nevengebouwen werden ontworpen door de bekende architect Max Hans Kühne. Het park werd door het tuin- en landschapsarchitectenbureau van Ludwig Späth aangelegd. Als bouwmateriaal is gebruik gemaakt van het regionaal beschikbare schelpkalksteen en leisteen. Vanaf het rozenterras heeft men een verreikend uitzicht over de stad en het dal van de Saale.
Het architectonische hoogtepunt van het complex is de Lindenallee met 74 in vorm geknipte krimlinden (Tilia ×europea), die een zichtas vormt tussen de villa en een hogergelegen vijverhuisje. De allee heeft van bovenaf gezien de vorm van een stemvork en doorsnijdt het hogergelegen parkgedeelte, dat in Engelse landschapsstijl is aangelegd. Veel bomen zijn hier bewaard gebleven, onder andere een groep treurbeuken (Fagus sylvatica 'Pendula') en een rode beuk (Fagus sylvatica 'Purpurea').
Beneden de villa, in het lager gelegen gedeelte van het park, bevindt zich een rotstuin. In 1927 werd op der rand boven de rotstuin een klokkentoren met een carillon aan het park toegevoegd. Dit instrument heeft 25 klokken die dagelijks om 12 uur in de middag en om 6 uur 's avonds klinken maar ook handmatig kunnen worden bespeeld. In 1928 werd een deel van de rotstuin omgezet in een Japanse tuin met 40 verschillende plantensoorten, een theepaviljoen met vijvertje, drie granieten lantaarns en een bronzen lantaarn met olifanten. Er is ook een berenkuil en een Nymphaeum met waterlelievijver. Aan de voet van het terrein is de hoofdpoort met ernaast een tuinmanswoning en kassen. In het park bevinden zich enige kunstwerken van de kunstenaar Arno Zauche, een bronzen hert en bronzen eenden.
In 1948 werd het bezit van de familie Ernst Hüther door de communistische machthebbers onteigend. Van 1949 tot 1992 werd het door verschillende zorgdragers als Sanatorium gebruikt. Sinds 1998 is het eigendom van de stad Saalfeld en worden de panden gebruikt door verschillende culturele instellingen. In 2001 vond een grondige restauratie plaats. In de voormalige tuinmanswoning opent vanaf april 2021 een tentoonstelling over de villa, het park en het leven van de familie Hüther in de jaren twintig.

## Afbeeldingen

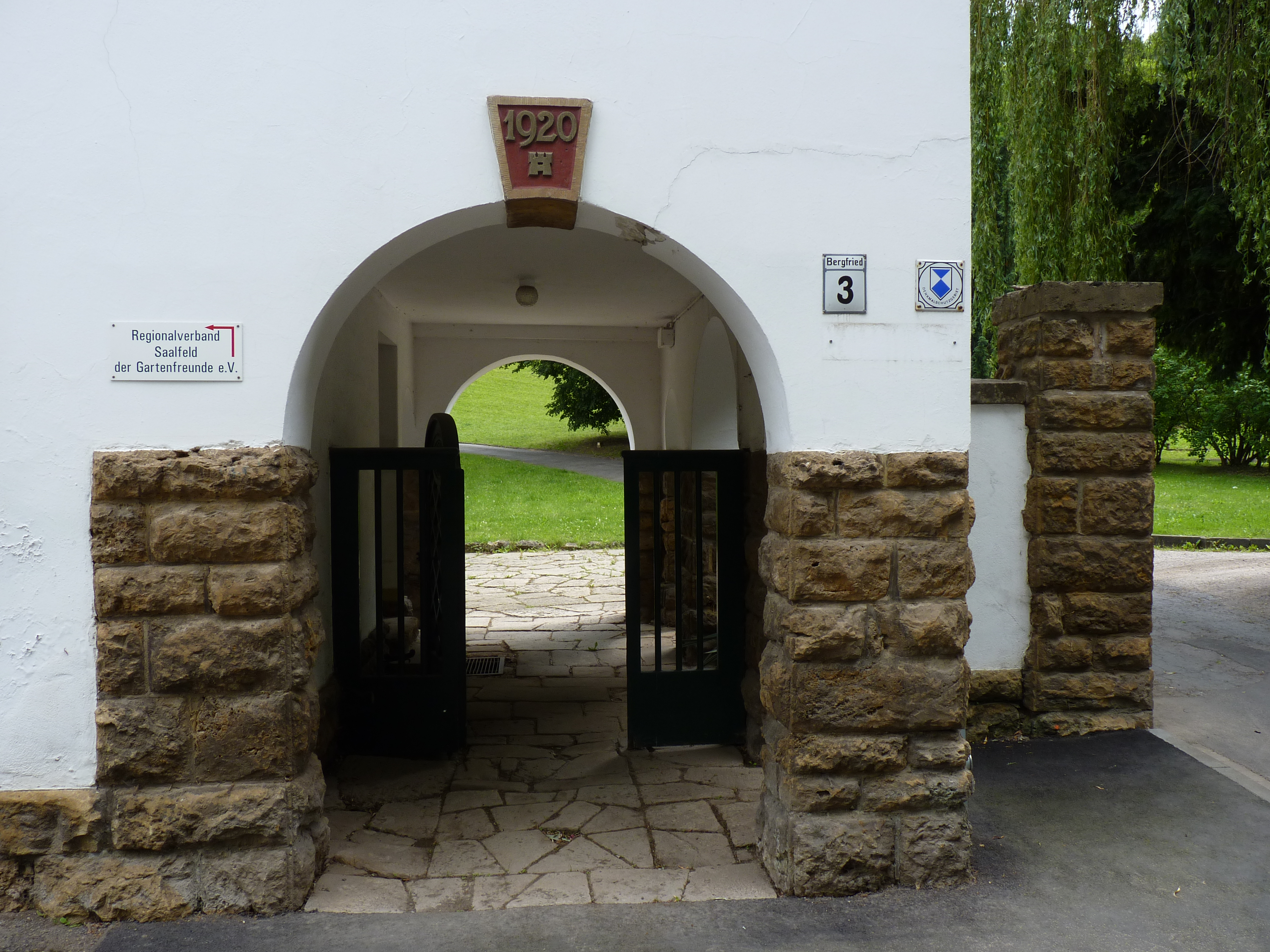
Ingangspoort met Mauxion-logo
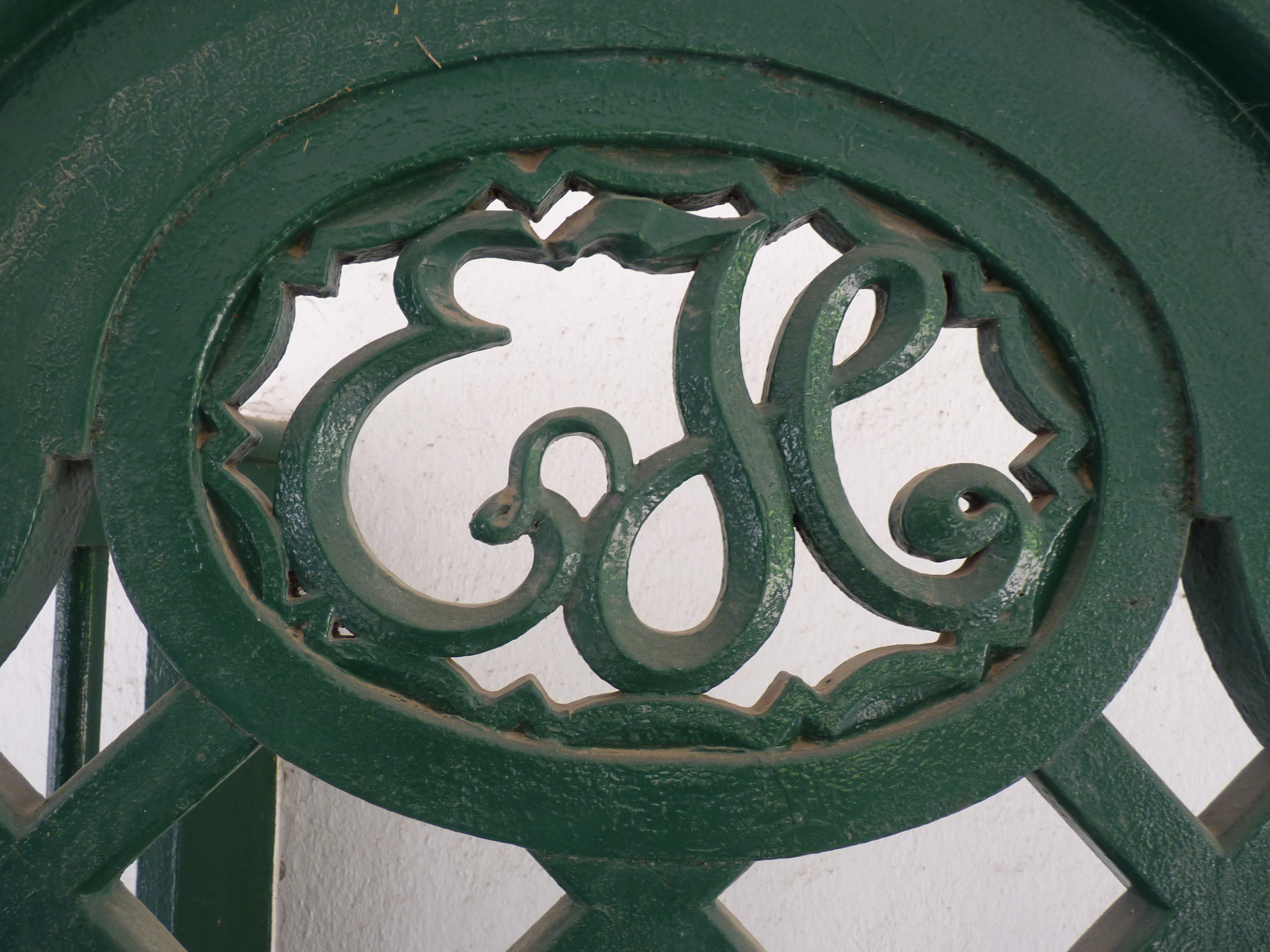
Initialen van Ernst Hüther aan het hek
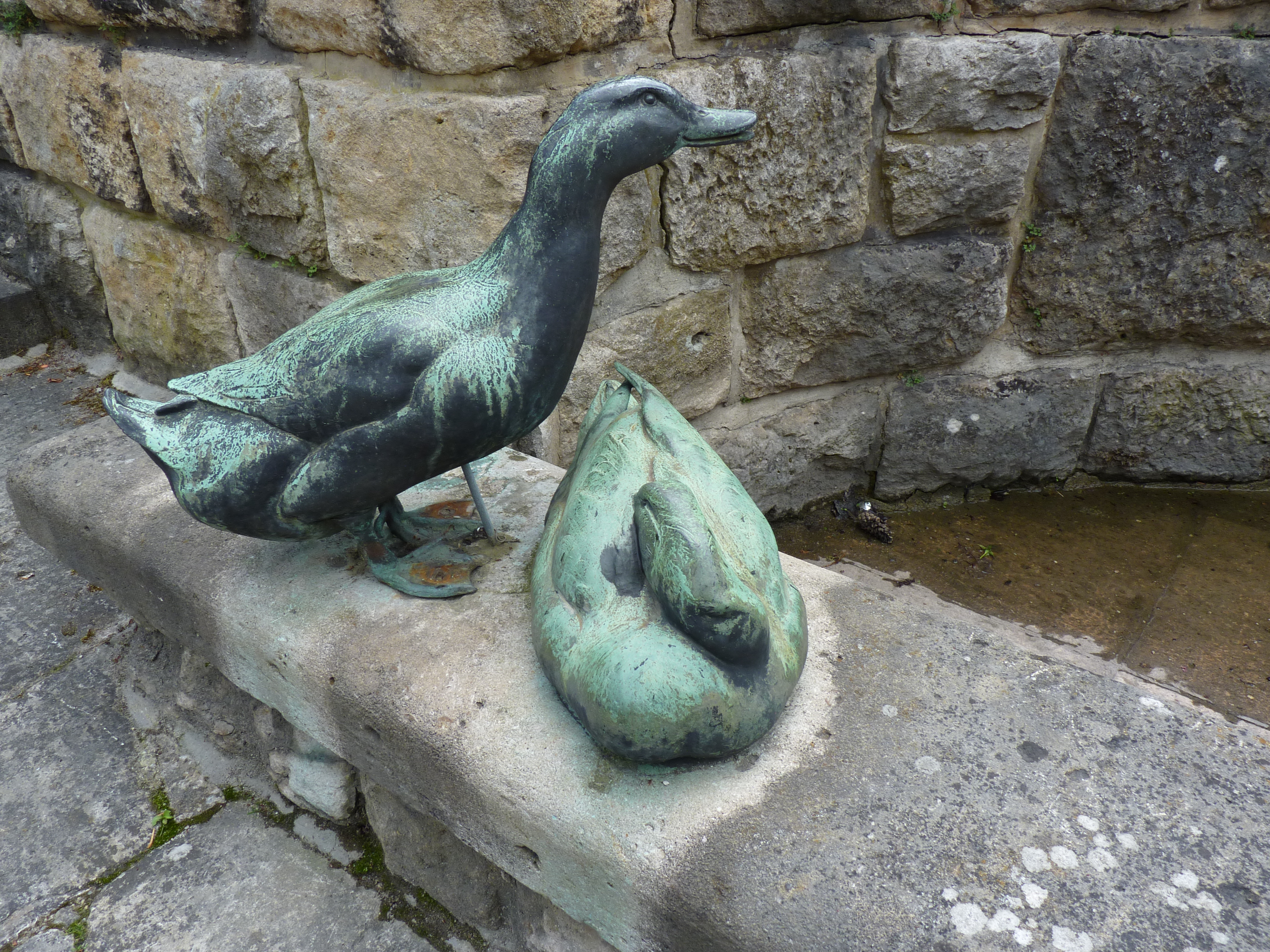
Bronzen eenden van Arno Zauche
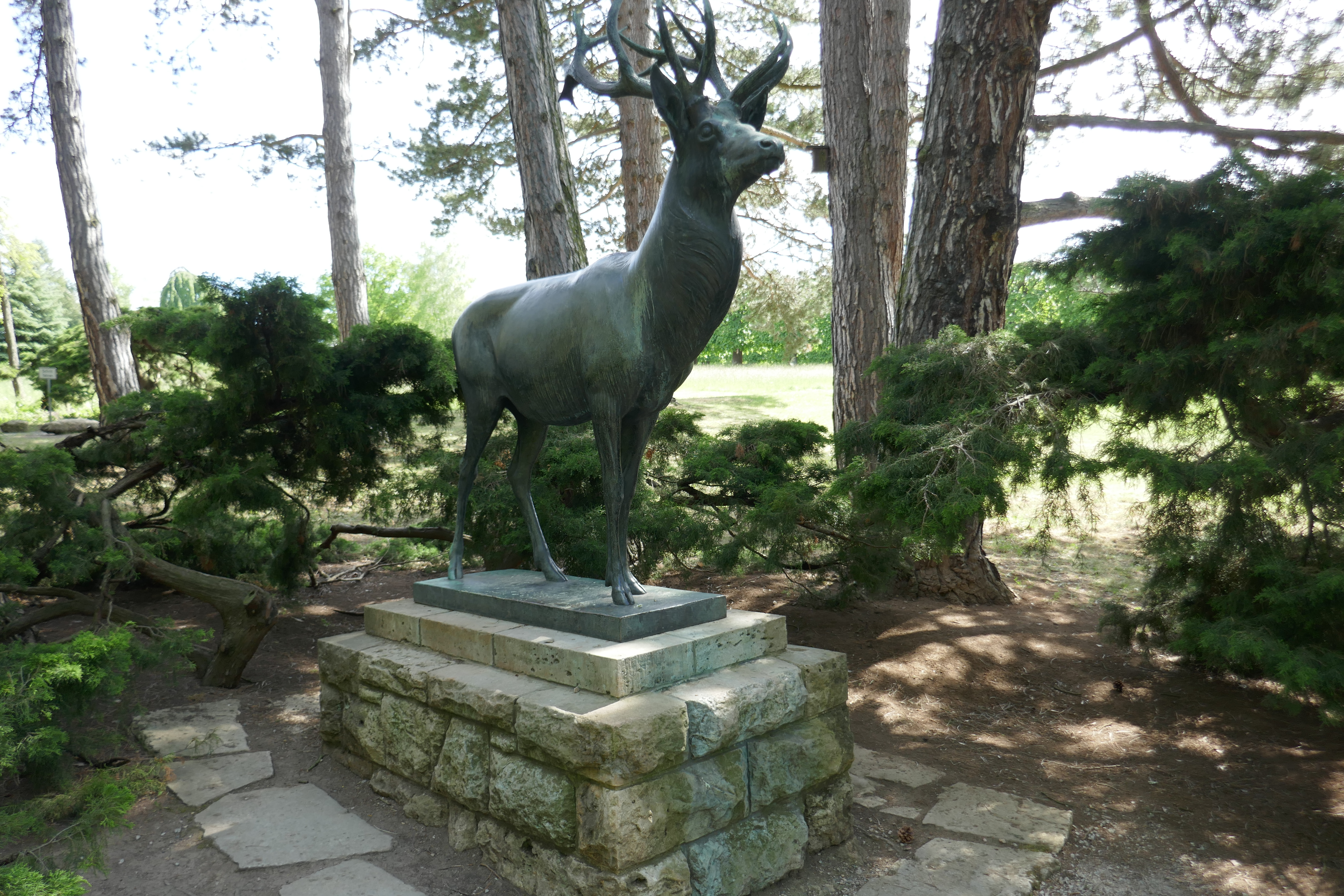
Hertenstandbeeld van Arno Zauche